# جمهوری‌خواهی در باربادوس

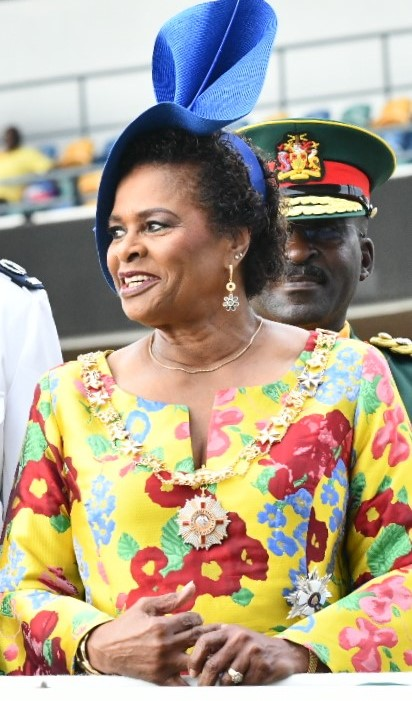
ساندرا میسن

جمهوری‌خواهی در باربادوس (انگلیسی: Republicanism in Barbados) یک پیشنهاد سیاسی برای انتقال کشور جزیره‌ای باربادوس از پادشاهی مشروطه پارلمانی تحت سلطنت موروثی باربادوس (ملکه فعلی الیزابت دوم) به جمهوری است. ساندرا میسن در ۲۰ اکتبر ۲۰۲۱ به عنوان رئیس‌جمهور منتخب و رئیس دولت باربادوس انتخاب شد.

## تاریخچه
در ۱۹۷۹، یک کمیسیون تحقیق به نام کمیسیون کاکس در قانون اساسی تشکیل شد و وظیفه بررسی امکان سنجش معرفی یک نظام جمهوری‌خواه را بر عهده گرفت. کمیسیون کاکس به این نتیجه رسید که مردم باربادوس ترجیح می‌دهند سلطنت مشروطه را حفظ کنند؛ بنابراین پیشنهاد انتقال به وضعیت جمهوری دنبال نشد. مانیفست ۱۹۹۴حزب کارگر باربادوس به موضوع جمهوری پرداخت و همه‌پرسی را پیشنهاد کرد. در راستای این وعده، در ۲۹ اکتبر ۱۹۹۶، یک کمیسیون بازنگری قانون اساسی، به ریاست هنری دو بولای فورد، برای بررسی قانون اساسی باربادوس منصوب شد.
کمیسیون اولیور جکمن، دیپلمات سابق و قاضی دادگاه بین آمریکایی حقوق‌بشر را به عنوان نایب رئیس خود انتخاب کرد.